# 薩巴特斯 (緬因州)
薩巴特斯（英語：Sabattus）是一個位於美國緬因州安德羅斯科金縣的市鎮。

## 人口
根據2020年美國人口普查的數據，薩巴特斯的面積為69.70平方千米，當中陸地面積為66.59平方千米，而水域面積為3.11平方千米。當地共有人口5044人，而人口密度為每平方千米72人。